# Assedio di Izmaïl
L'assedio di Izmaïl fu uno scontro combattuto nel Mar Nero nel corso della guerra russo-turca del 1787-1792. I russi guidati da Aleksandr Suvorov, che già avevano sconfitto gli ottomani a Kinburn, Očakov e Focsani, si servirono questa volta anche della flottiglia del Mar Nero comandata dall'ammiraglio di origini spagnole José de Ribas, riuscendo così a sconfiggere i turchi ancora una volta.

## La battaglia
Nel marzo del 1790, i russi iniziarono ad assediare Izmaïl, nella regione di Budjak (attuale Ucraina), che disponeva di una guarnigione di 40 000 soldati. Suvorov aveva con sé 31 000 uomini e la mattina del 22 dicembre 1790 i russi iniziarono ad attaccare la città. Il bombardamento di Izmaïl perdurò sino alle 3:00 e quindi la città venne presa alle 5:30. I russi avanzarono da nord, est e ovest. Le mura della città erano deboli in quei punti più che in altri dove le truppe russe impiegarono più tempo in un lungo attacco. Alle 8:00 i russi entrarono in città. In totale vennero uccisi 26 000 turchi e l'intera guarnigione venne dispersa tra morti, feriti e prigionieri. Le forze russe subirono perdite per 4330 uomini di cui 1815 furono i morti.
Alla vittoria venne dedicato il canto "Grom pobedy, razdavajsja!" (Lasciate che risuoni il tamburo della vittoria!) che fu l'inno non ufficiale della Russia dal XVIII secolo all'inizio del XIX secolo. Tale musica è ancora oggi una delle colonne sonore tipiche del giorno degli onori militari in Russia.